# Barbara Rossi (economista)
Barbara Rossi es profesora de economía de ICREA en la Universidad Pompeu Fabra, profesora de investigación de Barcelona GSE, profesora afiliada a CREI, becaria CEPR, miembro del comité de citas del ciclo económico de CEPR y directora de la Asociación Internacional de Econometría Aplicada.

## Carrera académica
Rossi obtuvo su doctorado de la Universidad de Princeton en 2001. Antes de mudarse a la Universidad Pompeu Fabra en Barcelona, anteriormente fue profesora asociada en el departamento de Economía de la Universidad Duke. También ha sido investigadora visitante en la Universidad de California en Berkeley, la Universidad de Montreal en Canadá, UC San Diego, los Bancos de la Reserva Federal de Atlanta y Filadelfia, el Banco de Noruega, el Banco de Francia y la ENSAE-CREST en Francia. En enero de 2017, fue nombrada vicepresidenta de la red Euro Area Business Cycle Network (EABCN).

## Contribuciones de investigación
Rossi se especializa en los campos de la econometría de series temporales, así como en las finanzas internacionales aplicadas y la macroeconomía. 
Las contribuciones de Rossi al pronóstico incluyen el diseño de una variedad de procedimientos econométricos para evaluar pronósticos, especialmente en presencia de inestabilidades, incluidas las técnicas para comparar pronósticos de modelos en competencia y evaluar la capacidad predictiva de un modelo dado, causalidad de Granger pruebas robustas a inestabilidades, técnicas para detectar desgloses de pronóstico, técnicas de evaluación de pronóstico que son robustas a la elección del tamaño de la ventana de estimación, así como varios trabajos empíricos que investigan la previsibilidad de la producción y la inflación. En macroeconometría, entre otras contribuciones, Rossi ha diseñado técnicas para estudiar los ciclos económicos así como los efectos de las políticas monetarias y fiscales. La investigación de Rossi en el área de finanzas internacionales abarca varios estudios sobre la previsibilidad de los tipos de cambio en particular la solidez de tales pronósticos a la inestabilidad y sobre la relación entre los tipos de cambio y los precios del petróleo.

## Libros
Rossi escribió un capítulo sobre "Avances en el pronóstico bajo inestabilidades del modelo" para el Manual de pronóstico económico (ediciones Elsevier-North Holland), un capítulo sobre "Pronóstico en macroeconomía" para el Manual de métodos de investigación y aplicaciones en macroeconomía empírica, y un artículo para el Journal of Economic Literature sobre la previsibilidad del tipo de cambio.

## Premios
Rossi recibió dos becas de la Fundación Nacional de Ciencias (National Science Foundation), así como una beca Marie Curie y una ERC. 

## Otras actividades
Junto con sus responsabilidades de enseñanza e investigación, Rossi tiene varios otros puestos profesionales. Se desempeña como editora del Journal of Applied Econometrics y es editora asociada de Quantitative Economics, y se ha desempeñado como editora asociada de Journal of Business and Economic Statistics y Journal of Economic Dynamics and Control. Fue presidenta del programa de las Reuniones de verano europeas de la Econometric Society 2016 y de la Conferencia de la Asociación Internacional de Econometría Aplicada 2014. 